# Юзеф Громек
Юзеф Громек (пол. Józef Gromek, 20 квітня 1931, Честоціце, нині район Острівця-Свентокшиського – 19 квітня 1985, Стара Весь, Підкарпаття) – польський шахіст.

## Біографія
Вивчав філософію в Католицькому університеті Любліна. У 1954—1970 сім разів змагався у фінальних частинах чемпіонатів Польщі з шахів. 1955 у Вроцлаві здобув титул чемпіона країни. Був близьким до повторення успіху в чемпіонаті 1959, набравши однакову зі Стефаном Вітковським кількість очок у турнірі, однак, програвши йому додатковий матч, отримав срібну нагороду змагання. Брав участь у шаховій олімпіаді в складі польської збірної в Москві у 1956 році, набрав 8 пунктів у 14 партіях, граючи на четвертій шахівниці. Переміг також на межі 1962 і 1963 років у люблінському турнірі, серед суперників були, зокрема, польські майстри й чемпіони Казімєж Плятер та Богдан Слива.
Юзеф Громек полюбляв гострі комбінаційні партії, був чемпіоном зі швидких шахів. Помер від серцевого нападу під час шахової партії.
Сервіс історичної шахової статистики Chessmetrics показує як найвище досягнення пана Громека 2508 пунктів Elo станом на січень 1956, 143 позиція світового шахового рейтингу.